# زاسن (آلمان)
زاسن (به آلمانی: Sassen) یک شهر در آلمان است که در فولکانایفل واقع شده‌است. زاسن ۸۹ نفر جمعیت دارد.